# Někdo to rád horké
Někdo to rád horké (v anglickém originále Some Like It Hot) je americká kriminální komedie z roku 1959, k níž scénář napsali Billy Wilder s I. A. L. Diamondem. Inspirací se stala německá fraška Fanfaren der Liebe (1951, režie Kurt Hoffmann).

## Děj
Děj je zasazen do Chicaga roku 1929. Dva mladí jazzoví muzikanti se na den svatého Valentýna stanou nechtěnými svědky masakru tamní mafie. Aby svým pronásledovatelům unikli převlečou se za ženy a jako Josefína a Dafné odjíždějí společně s výhradně dívčí jazzovou kapelou na Floridu. Joe se zde však zamiluje do hlavní zpěvačky Sugar a naopak do Dafné se zamiluje postarší milionář Osgood Fielding. Situace se ještě více zkomplikuje, když v závěru dorazí do floridského hotelu také gangsteři, kteří muzikanty pronásledují.

## Produkce

### Předprodukce
Billy Wilder napsal scénář k filmu společně se spisovatelem I.A.L. Diamondem. Námět vychází ze scénáře Roberta Thoerena a Michaela Logana k francouzskému filmu Fanfáry lásky z roku 1935. Původní scénář k filmu Fanfáry lásky se nepodařilo dohledat, a tak Walter Mirisch našel kopii německého remaku z roku 1951, Fanfáry lásky. Koupil práva na tento scénář a Wilder s ním pracoval a vytvořil nový příběh.Oba filmy sledují příběh dvou hudebníků, kteří hledají práci, Wilder však vytvořil gangsterskou podzápletku, díky níž jsou hudebníci na útěku.
Studio najalo ženskou imitátorku Barbette, aby Lemmona a Curtise trénovala v genderové iluzi pro film. Monroeová pracovala za 10 procent z hrubého zisku nad 4 miliony dolarů, Curtis za 5 procent z hrubého zisku nad 2 miliony dolarů a Wilder za 17,5 procenta z prvního milionu po dosažení rentability a 20 procent poté.

### Obsazení
Tonyho Curtise si Billy Wilder všiml při natáčení filmu Houdini. (1953), a myslel si, že Curtis by se na roli Joea skvěle hodil. "Byl jsem si jistý, že Tony se na to hodí," vysvětloval Wilder, "protože byl docela hezký, a když Marilyn řekne, že patří do rodiny Shell Oil, musí tomu být schopná uvěřit."  Wilderův první nápad na roli Jerryho byl Frank Sinatra, ale ten na konkurz nepřišel. Do role Jerryho byli zvažováni také Jerry Lewis a Danny Kaye. Nakonec si Wilder vyhlédl Jacka Lemmona v komedii Operace Bláznivý ples a vybral si ho pro roli. Wilder a Lemmon spolu pak natočili řadu filmů, včetně The Apartment a několika filmů, v nichž se objevil i Walter Matthau.
Podle York Film Notes natočili Billy Wilder a I.A.L. Diamond neočekávali, že by roli Sugar přijala tak velká hvězda jako Marilyn Monroe. "Mitzi Gaynor byla ta, kterou jsme měli na mysli," řekl Wilder. "Přišla zpráva, že Marilyn tu roli chce, a pak jsme Šablona:Em mít Marilyn." Wilder a Monroe spolu v roce 1955 natočili film The Seven Year Itch.
Byl to první „áčkový“ film George Rafta po několika letech.

### Natáčení

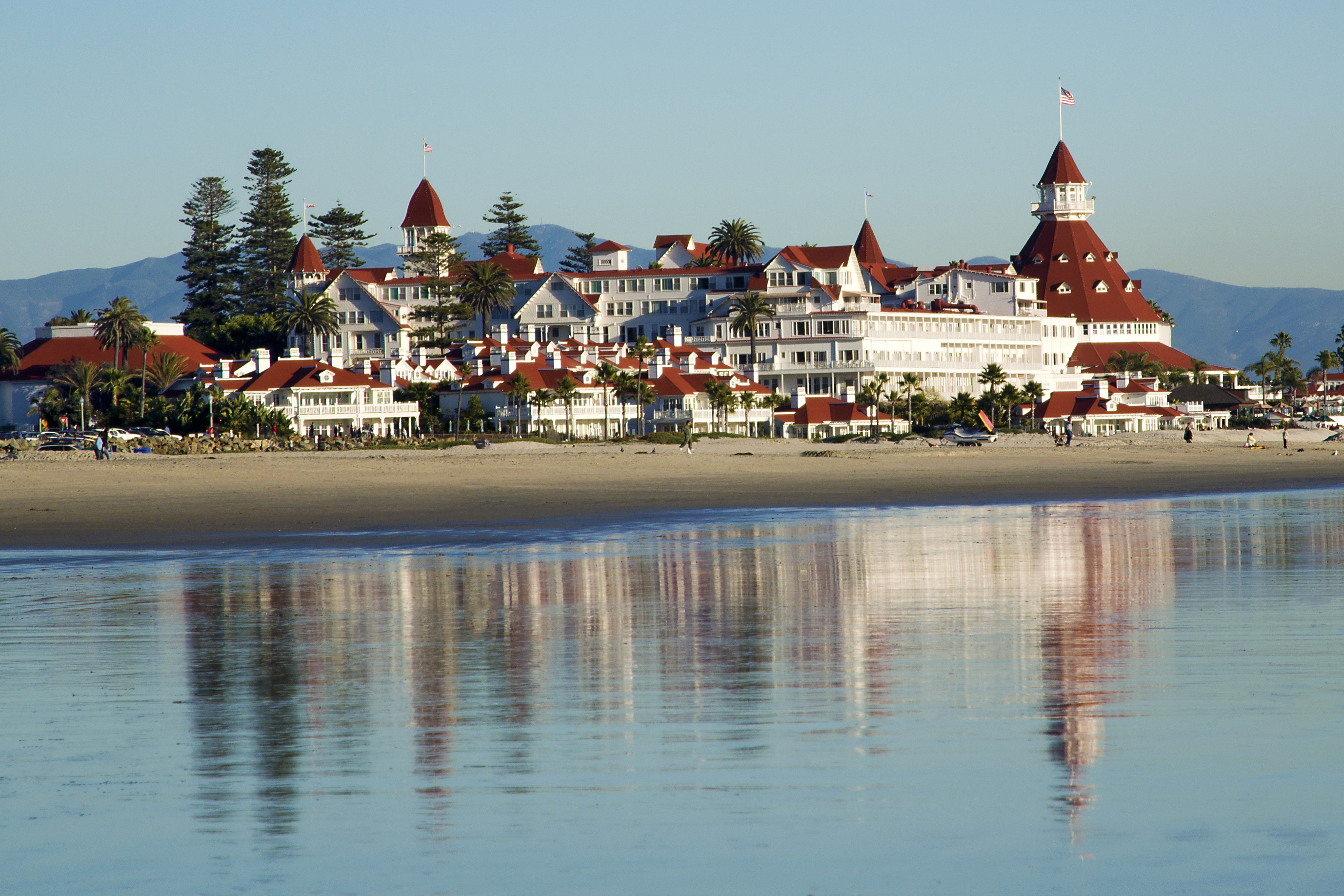
Hotel del Coronado (2011)

Film se natáčel v Kalifornii během léta a podzimu 1958. AFI uvádí data výroby mezi začátkem srpna a 12. listopadem 1958 v Samuel Goldwyn Studios. Mnoho scén se natáčelo v Hotelu del Coronado v Coronadu, který se ve filmu objevil jako Seminole Ritz Hotel v Miami, protože zapadal do doby 20. let a nacházel se nedaleko Hollywoodu.
S Marilyn Monroe bylo mnoho problémů, protože se nesoustředila a trpěla závislostí na prášcích. Neustále chodila pozdě na natáčení a mnoho svých replik si nedokázala zapamatovat, podle Tonyho Curtise měla na jednu repliku v průměru 35-40 záběrů. Správné znění repliky „To jsem já, Sugar“ trvalo 47 záběrů, protože Monroe si neustále pletla pořadí slov a říkala buď „Sugar, to jsem já“, nebo „To jsem já, Sugar“.[ujasnit] Tony Curtis a Jack Lemmon se během natáčení vsadili o to, kolik záběrů bude potřebovat, aby to řekla správně. Na natáčení scény se Shellem Jr. a Sugar na pláži byly naplánovány tři dny, protože Monroe měla mnoho komplikovaných replik, ale scéna byla hotová za pouhých 20 minut. Herecká trenérka Monroeové Paula Strasbergová a manžel Monroeové Arthur Miller se snažili ovlivnit natáčení, což Wilderovi a dalším členům štábu vadilo.
Billy Wilder v roce 1959 hovořil o natáčení dalšího filmu s Monroe: „Probíral jsem to se svým lékařem a psychiatrem a ti mi řekli, že jsem příliš starý a příliš bohatý na to, abych to znovu podstoupil.“ Wilder ale také přiznal: „Moje teta Minnie byla vždycky dochvilná a nikdy nezdržovala produkci, ale kdo by platil za to, aby viděl mou tetu Minnie?“ Také prohlásil, že Monroe hrála svou roli skvěle.
Ikonická závěrečná věta filmu „Nikdo není dokonalý“ se umístila na 78. místě v žebříčku 100 nejoblíbenějších filmových hlášek časopisu The Hollywood Reporter, ale ve finálním sestřihu se nikdy neměla objevit. Diamond a Wilder ji do scénáře zařadili jako „náhradní“, dokud nevymyslí něco lepšího, ale nikdy se jim to nepodařilo.

### Styl
Co se týče zvukové stránky, ve filmu je „silný hudební prvek“, přičemž soundtrack vytvořil Adolph Deutsch. Má autentickou jazzovou atmosféru 20. let a využívá ostré, dechové[ujasnit] smyčce, které v určitých momentech vytvářejí napětí, například kdykoli se objeví Spatsovi gangsteři. Co se týče kinematografie a estetiky, Billy Wilder se rozhodl natočit film černobíle, protože Jack Lemmon a Tony Curtis v plném kostýmu a s make-upem vypadali při prvních barevných testech "nepřijatelně groteskně". Přestože Monroeová ve smlouvě požadovala, aby byl film barevný, souhlasila s tím, aby byl natočen černobíle, když viděla, že Curtisův a Lemmonův make-up jim na barevném filmu dodává „strašidelný“ vzhled. Orry-Kelly, který měl na starosti kostýmy, vytvořil kostýmy i pro Marilyn Monroe stejně jako Jack Lemmon a Tony Curtis, poté, co kostýmy, které studio poskytlo pro hlavní mužské role, špatně padly.

## Obsazení
Hlavní postavu Sugar si zahrála Marilyn Monroe vyobrazená jako sexuální symbol. Stylizovala se však i do polohy zranitelné osamělé zpěvačky. Hlavní mužské postavy ztvárnili Jack Lemmon (Jerry – Dafné) a Tony Curtis (Joe – Josefína).

## Ocenění
Snímek byl nominován na Oscara v kategoriích nejlepší herec v hlavní roli (Jack Lemmon), kostýmy, výprava, kamera, režie a nejlepší adaptovaný scénář. Oscara získal za kostýmy. Obdržel Zlatý glóbus, když byl nominován v kategoriích nejlepší komedie, nejlepší muzikálový a komediální herec (Jack Lemmon) a nejlepší komediální a muzikálová herečka (Marilyn Monroe). Jack Lemmon si odnesl cenu Britské filmové a televizní akademie za nejlepšího nebritského herce.

## Citáty
Film se stal známým také závěrečnou větou Osgooda Fieldinga „Nobody is perfect“ (Nikdo není dokonalý).